# Джамму та Кашмір (союзна територія)
Джамму та Кашмір (догрі जम्मू और कश्मीर, урду جموں اور کشمیر; англ. Jammu and Kashmir) — союзна територія на півночі Індії. Найбільше місто і літній центр — Срінагар, зимовий центр — Джамму. Населення — 12 258 433 осіб (дані на 2011 рік для штату за винятком Ладакха).

Союзна територія Джамму та Кашмір (синім) зі спірними областями Азад Кашмір та Гілгіт-Балтистан (зеленим)

Розташована в Гімалайських горах. Джамму та Кашмір межує із союзною територією Ладакх на сході та півночі, штатами Гімачал-Прадеш та Пенджаб на півдні, з Пакистаном на заході та на північному заході. Повну чи часткову належність території колишнього князівства Джамму та Кашмір у межах союзної території Індії оскаржує Пакистан. У Пакистані частину штату Джамму та Кашмір, яку контролює Індія, вважають окупованою територією. Контрольована Пакистаном частина Кашміру розділена на Азад Кашмір і Гілгіт-Балтистан.
5 серпня 2019 року уряд Індії ухвалив рішення виключити з Конституції Індії статтю 370, що наділяла особливим статусом північний штат Джамму та Кашмір, і внесла законопроєкт про поділ його на дві союзні території — Джамму та Кашмір і Ладакх. Цьому рішенню передували значне нарощування військової могутності на території штату, запровадження комендантської години, припинення доступу до інтернету та мобільного зв'язку у всьому штаті, а також арешти місцевих політичних лідерів.

## Географія та клімат

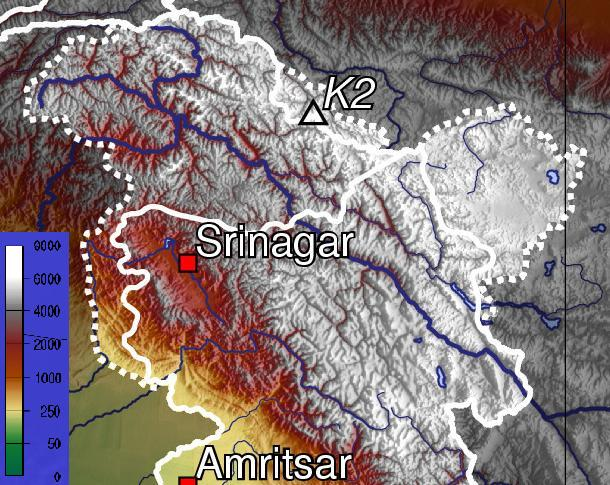
Топографічна карта долини Кашмір, Джамму і Ладакху

На території Джамму та Кашміру розташовані Кашмірська долина, долина Таві, долина Ченаб, долина Пунч, Синдська та Ліддерська долини. Головна з них — Кашмірська долина — має ширину 100 км та площу 15 520,3 км². Гори відокремлюють долину від Ладакху, тоді як хребет Пір-Панджал, що охоплює Кашмір із заходу й півдня, відокремлює територію штату від рівнин північної Індії. На північному сході долини прилягають до Гімалаїв. Середня висота в цьому районі складає близько 1850 м, а в районі Пір-Панджал — 5000 м.
Кашмірською долиною протікає велика гімалайська річка Джелам, а також річки Інд, Таві, Раві та Ченаб. У Джамму та Кашмірі розташовані кілька гімалайських льодовиків. За середньої висоти 5753 м над рівнем моря, льодовик Сіачен довжиною 70 км є найдовшим у Гімалаях.

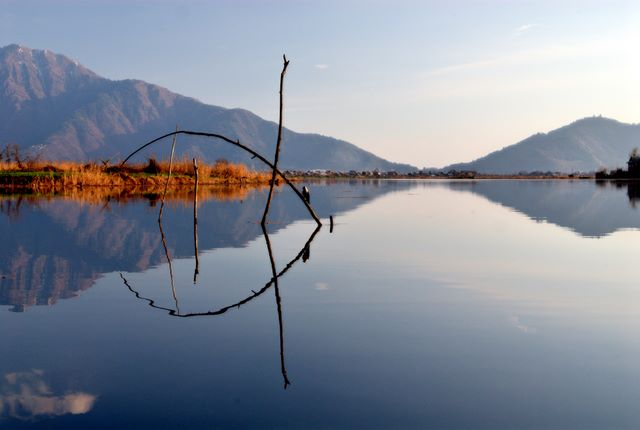
Озеро Нагін

Клімат у штаті Джамму та Кашмір коливається через наявність висотної поясності. На півдні, навколо Джамму, клімат зазвичай мусонний, попри те, що регіон є західним, у період від січня до березня випадає в середньому від 40 до 50 мм дощу на місяць. У спекотний сезон, у Джамму дуже спекотно і може сягати 40 °C, а в липні і серпні починаються дощі, що проливають по 650 мм вологи на місяць. У вересні кількість опадів знижується, а до жовтня настає спекотна та дуже суха погода, з мінімальною кількістю опадів та температурою близько 29 °С.
Території за хребтом Пір-Панджал отримують вологу з хмар з Аравійського моря, Срінагар отримує понад 635 мм від дощу, за час вологих місяців з березня по травень приблизно по 85 мм на місяць. Через головний Гімалайський хребет хмари не перелітають, тому клімат Ладакху та Занскару надзвичайно сухий та холодний. Щорічні опади лише близько 100 мм на рік, а вологість повітря дуже низька. У цьому регіоні майже скрізь понад 3000 метрів над рівнем моря, а взимку дуже холодно. У Занскарі середня температура січня −20 °C, іноді до −40 °C. Усі річки замерзають і місцеві жителі використовують їх замість доріг. Влітку, в Ладаку та Занскарі, близько 20 ° С (вдень), повітря сухе, а ночі холодні.

## Адміністративно-територіальний поділ

Округи союзної території Джамму та Кашмір

Союзна територія включає область Джамму і Кашмірську долину, що складаються з 20 округів.
| Джамму 1. округ Катхуа 2. округ Джамму 3. округ Самба 4. округ Удхампур 5. округ Ріасі 6. округ Раджоурі 7. округ Пунч 8. округ Дода 9. округ Рамбан 10. округ Кіштвар |  | 1. округ Анантнаг 2. округ Кулгам 3. округ Пулвама 4. округ Шопіан 5. округ Будгам 6. округ Срінагар 7. округ Гандербал 8. округ Бандіпора 9. округ Барамулла 10. округ Купвара |

Деякі округи сформовано нещодавно.
Азад-Кашмір перебуває під контролем Пакистану як один з його регіонів. Спірну пакистанську область Гілгіт-Балтистан («Північні території») Індія адміністративно відносить до Ладакху.

## Населення

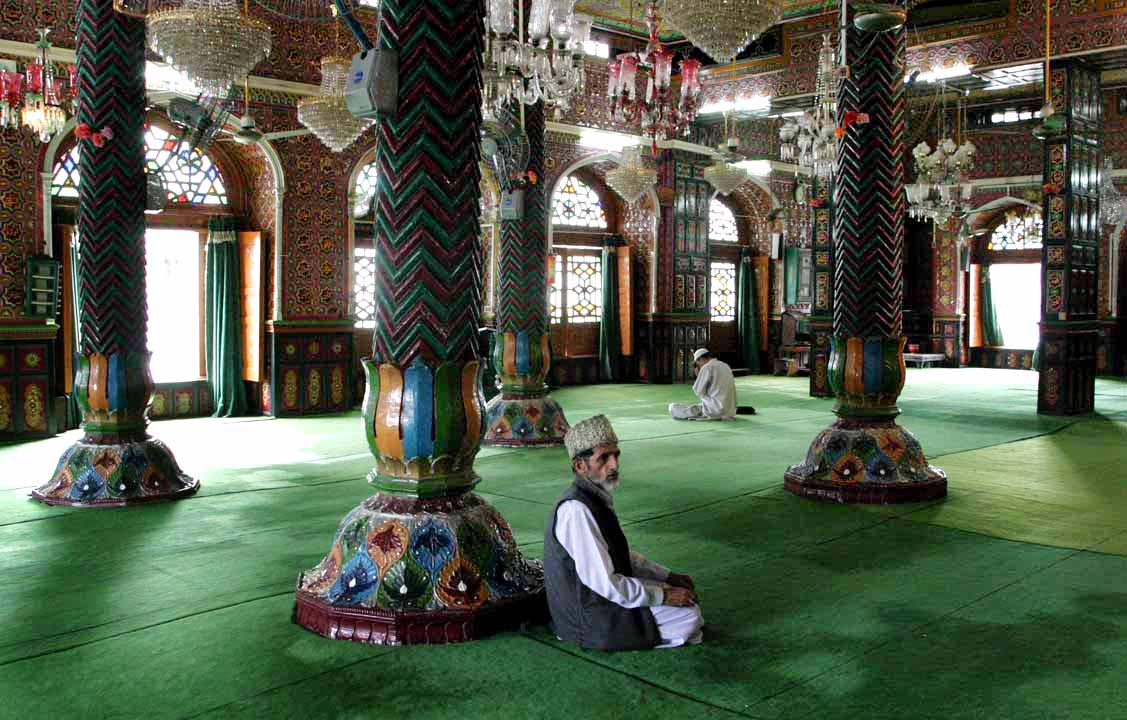
Мечеть у Срінагарі

За винятком союзної території Лакшадвіп, Джамму та Кашмір — єдиний регіон із мусульманською більшістю. Іслам сповідують 97 % населення кашмірської долини, а 65 % у Джамму становлять індуїсти (мусульмани 31 %, а сікхи 4 %).
На думку політолога Александра Еванса, приблизно 95 % зі 160 000—170 000 кашмірських брахманів, також званих кашмірськими пандитами, (тобто, близько 150 000—160 000) залишили Кашмір через військові конфлікти. За оцінками ЦРУ, близько 300 000 кашмірських пандитів із Джамму та Кашміру змушені були переселитися.
| Територія | Населення | % Мусульмани | % Індуїсти | % Сікхи | % Буддисти/Інші |
| --- | --------- | ------------ | ---------- | ------- | --------------- |
| Кашмір (53,9 %) | 5 476 970 | 97,16 %      | 1,84 %     | 0,88 %  | 0,11 %          |
| Джамму (43,7 %) | 4 430 191 | 30,69 %      | 65,23 %    | 3,57 %  | 0,51 %          |
| Джамму та Кашмір | 9 907 161 | 67,44 %      | 30,19 %    | 2,08 %  | 0,29 %          |
| Підраховано 2001 Census India District Profiles. Архів оригіналу за 25 лютого 2018. Процитовано 4 грудня 2019. Близько 50 000—100 000 кашмірських мусульман та 150 000—300 000 пандитів стали вимушеними переселенцями. |           |              |            |         |                 |

У союзній території поширені мови кашмірі, урду, догрі тощо. Урду, яка використовує перське письмо, — офіційна мова, багато хто розуміє гінді або англійську мову.

## Туризм
Кашмірська долина — мальовниче місце між Гімалаями та хребтом Пір-Панджал. Тут поширений екотуризм. Найвідвідуванішими місцями є сади імперії Великих Моголів, озера, незаймані ліси, альпійські луки передгір'я Гімалаїв. У долині багато стародавніх храмів та святинь, що робить її важливим місцем для індуїстів та буддистів. Після 1989 року, коли відбулося повстання в Джамму та Кашмірі, постраждала туристична індустрія в штаті, що вплинуло на економіку в Кашмірській долині. Проте святині Джамму продовжували залишатися популярними місцями паломництва та туризму. Щорічно тисячі паломників індуїстів відвідують святині Вайшно-деві і Амарнатху, що суттєво впливає на економіку союзної території. У 2010-х роках туризм у долині Кашміру став відновлюватися і повертатися до рівня доконфліктного 1989 року.